# Long Beach

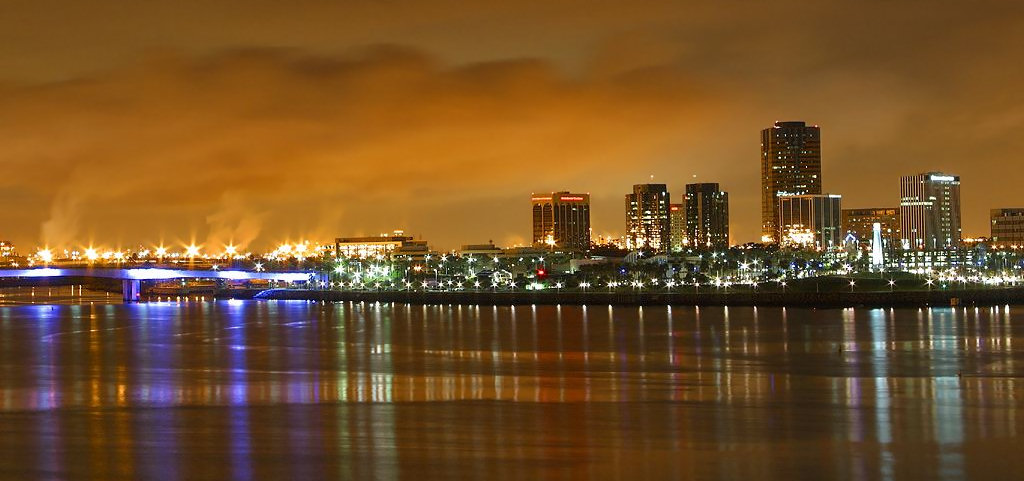
Long Beach nocą

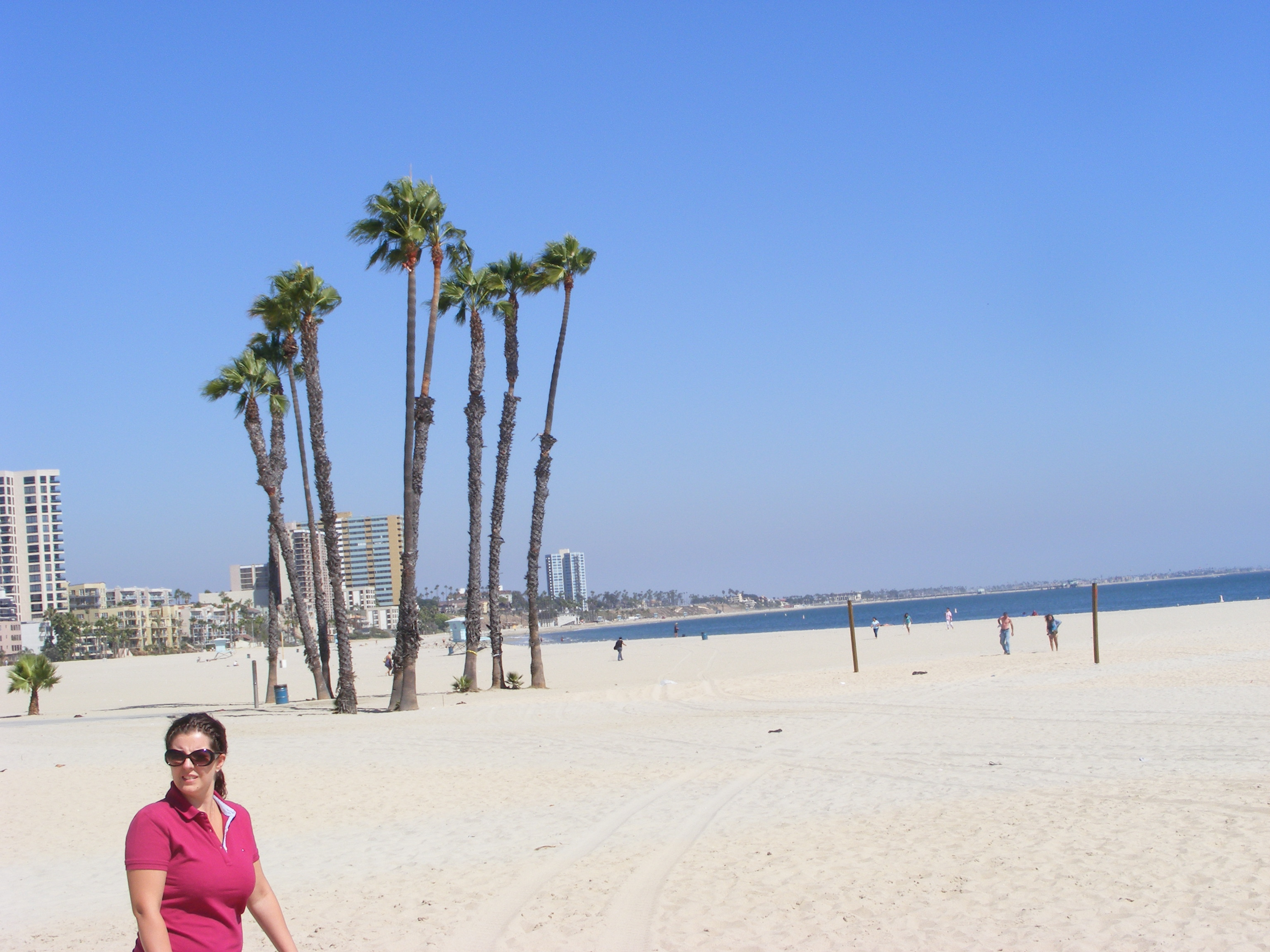
Plaża w Long Beach

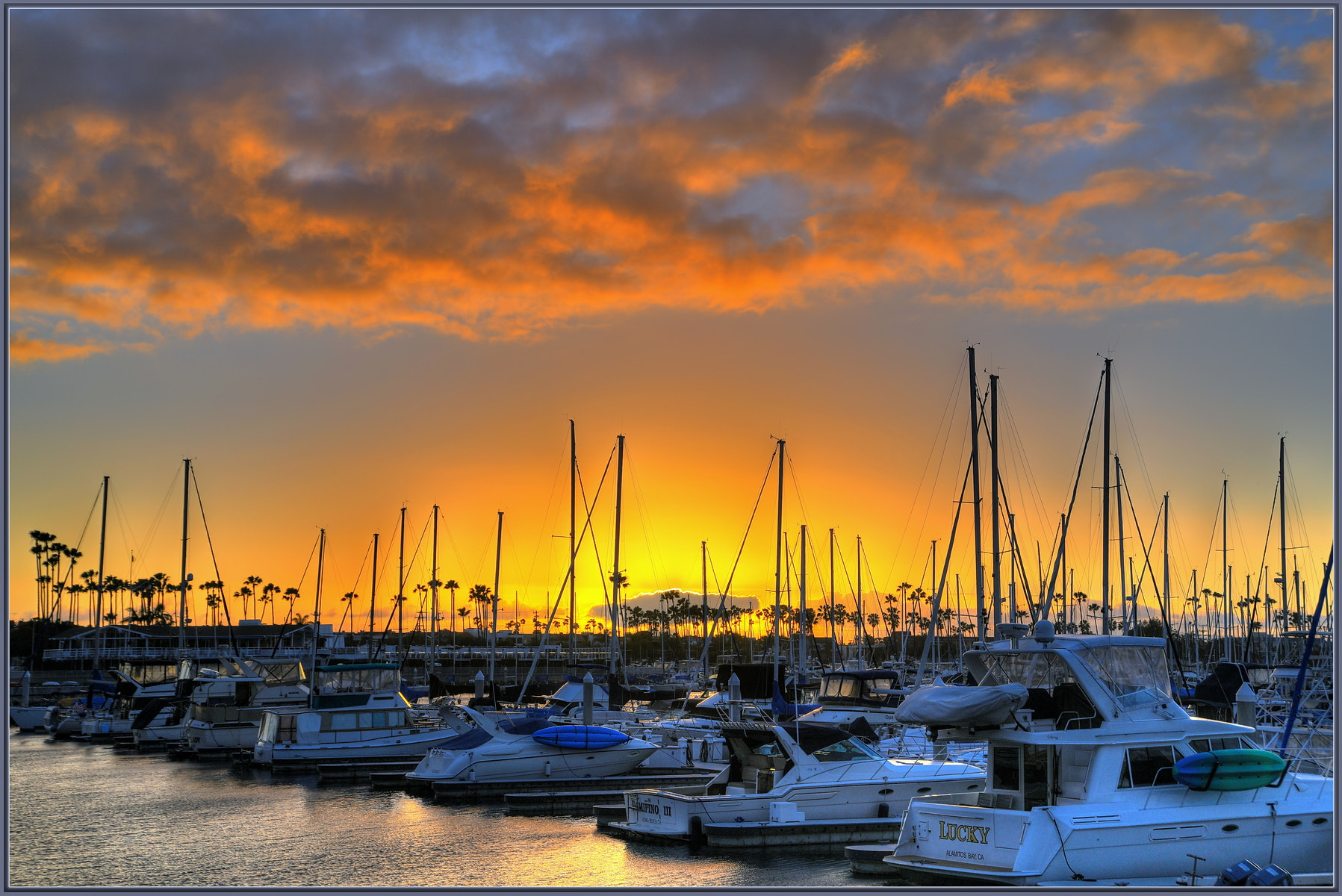

Long Beach – miasto znajdujące się w południowo–wschodnim narożniku hrabstwa Los Angeles, w sąsiedztwie hrabstwa Orange, na wybrzeżu Pacyfiku, około 30 km na południe od centrum Los Angeles. Według danych z 2023 roku liczy 449,5 tys. mieszkańców i jest siódmym co do wielkości miastem Kalifornii. Drugie co do wielkości miasto obszaru metropolitalnego Los Angeles. Należy do najbardziej zróżnicowanych etnicznie miast w Stanach Zjednoczonych i w Kalifornii.  
Na ulicach miasta kiedyś odbywał się wyścig Formuły 1 o Grand Prix zachodnich Stanów Zjednoczonych. Dziś na torze Grand Prix of Long Beach odbywają się co roku inne amerykańskie serie wyścigowe, na przykład American Le Mans Series. Port Long Beach jest drugim (za Nowym Jorkiem) co do wielkości portem kontenerowym w USA. Od grudnia 1967 r. w porcie Long Beach cumuje na stałe (pełni funkcję hotelu) słynny liniowiec pasażerski RMS „Queen Mary”, zdobywca Błękitnej Wstęgi Atlantyku w 1936 r.
California State University w Long Beach jest jednym z największych uniwersytetów w Kalifornii, z liczbą 34 tys. studentów. W 1998 roku otworzono Akwarium Pacyfiku, które co roku odwiedza 1,5 mln gości. 

## Gospodarka
W mieście rozwinął się przemysł rafineryjny, lotniczy, chemiczny, samochodowy, maszynowy oraz stoczniowy.

## Historia
W latach 1902–1910 Long Beach było najszybciej rozwijającym się miastem w Stanach Zjednoczonych. W 1911 zbudowano port morski. W 1921 roku w enklawie Signal Hill odkryto ropę naftową, co zapoczątkowało rozwój miejskiego portu i przemysłu. W 1933 roku wielkie trzęsienie ziemi spowodowało ogromne zniszczenia. 

## Demografia
Według danych pięcioletnich z 2022 roku, 44,1% populacji stanowili Latynosi jakiejkolwiek rasy, 27,2% ludność biała nielatynoska, 12,7% Azjaci, 12% to ludność czarna lub Afroamerykanie, 11,3% było rasy mieszanej, 1,3% to rdzenna ludność Ameryki i 0,6% pochodziło z wysp Pacyfiku. 24,6% mieszkańców urodziło się poza granicami Stanów Zjednoczonych.
Do największych grup należały osoby pochodzenia meksykańskiego (35,7%), afroamerykańskiego, niemieckiego (5,5%), irlandzkiego (5%), filipińskiego (4,6%), angielskiego (4,5%), kambodżańskiego (ok. 4%) i włoskiego (2,8%). Miasto zamieszkuje 15 tys. migrantów z Kambodży. Większa społeczność kambodżańska poza Azją, znajduje się jedynie w Paryżu.
Średni dochód gospodarstwa domowego (dane z 2022) w Long Beach wynosi 78 995 dolarów, zaś dochód na mieszkańca 39 589 dolarów. 15,1% mieszkańców żyje poniżej relatywnej granicy ubóstwa. Miasto zmaga się z rasową segregacją mieszkaniową i wysokim wskaźnikiem ubóstwa wśród mieszkańców pochodzenia latynoskiego i czarnoskórych. W styczniu 2023 r. w Long Beach zidentyfikowano 3447 osób bezdomnych, co oznacza wzrost o 82% od 2019 roku.

## Urodzeni w Long Beach
- Nicolas Cage – aktor
- Snoop Dogg – raper i aktor
- Billie Jean King – tenisistka
- Russell Westbrook – koszykarz
- Jennette McCurdy – aktorka i piosenkarka
- Frank Ocean – wokalista i raper
- Bo Derek – aktorka i modelka
- Shane Dawson – aktor i komik
- Sally Kellerman – aktorka i piosenkarka
- Michelle Phillips – wokalistka popularnego w latach 60. XX wieku zespołu The Mamas & the Papas
- Tiffani Thiessen – aktorka i modelka
- Nate Dogg – raper i piosenkarz
- Julieta Venegas – piosenkarka
- Zack de la Rocha – wokalista zespołu Rage Against the Machine
- Ken Block – kierowca rajdowy
- Walter Hill – scenarzysta i reżyser
- Kayla Ewell – aktorka
- William Levada – kardynał, prefekt Kongregacji Nauki Wiary

## Klimat
| Miesiąc                                                                             | Sty  | Lut  | Mar  | Kwi  | Maj  | Cze  | Lip  | Sie  | Wrz  | Paź  | Lis  | Gru  | Roczna |
| ----------------------------------------------------------------------------------- | ---- | ---- | ---- | ---- | ---- | ---- | ---- | ---- | ---- | ---- | ---- | ---- | ------ |
| Średnie temperatury w dzień [°C]                                                    | 19.7 | 19.6 | 20.3 | 22.1 | 23.1 | 24.8 | 27.7 | 28.8 | 27.8 | 25.1 | 22.3 | 19.3 | 23,4   |
| Średnie dobowe temperatury [°C]                                                     | 13.7 | 14.2 | 15.3 | 16.9 | 18.7 | 20.5 | 22.9 | 23.5 | 22.6 | 19.8 | 16.3 | 13.5 | 18,2   |
| Średnie temperatury w nocy [°C]                                                     | 7.8  | 8.9  | 10.3 | 11.8 | 14.2 | 16.1 | 18.1 | 18.3 | 17.3 | 14.6 | 10.4 | 7.7  | 12,9   |
| Opady [mm]                                                                          | 66.0 | 78.5 | 47.5 | 15.2 | 5.3  | 1.8  | 0.8  | 0.8  | 4.6  | 16.0 | 25.4 | 49.5 | 311    |
| Średnia liczba dni deszczowych                                                      | 5.9  | 6.5  | 5.3  | 3.1  | 1.1  | 0.7  | 0.5  | 0.3  | 0.9  | 2.5  | 3.4  | 5.0  | 35,2   |
| Źródło: NOAA (liczba dni z opadami dla wartości 0,25 mm, 6 km od oceanu, 1981-2010) |      |      |      |      |      |      |      |      |      |      |      |      |        |

## Miasta partnerskie
- Mombasa, Kenia
- Phnom Penh, Kambodża
- Qingdao, Chińska Republika Ludowa
- Soczi, Rosja
- Taoyuan, Tajwan
- Yokkaichi, Japonia
- Bacolod, Filipiny
- Rosarito, Meksyk
- Wenecja, Włochy